# Spektrometr beta
Spektrometr beta (ang.) beta spectrometer, beta-ray spectrometer – spektrometr służący do rejestrowania widma promieniowania beta, np. rozkładu energii elektronów emitowanych przez badane źródło; klasyczny spektrometr magnetyczny („typu Danysza”) jest zbudowany z komory próżniowej, silnego elektromagnesu, detektora oraz układów regulacji i rejestracji widma. Emitowane przez źródło elektrony przechodzą przez szczelinę, a następnie ich tor ulega zakrzywieniu w jednorodnym polu magnetycznym, którego linie sił są prostopadłe do kierunku ruchu elektronów. Kształt toru elektronów jest zależny od indukcji pola; do detektora docierają elektrony o określonej energii – widmo promieniowania beta można zarejestrować, zmieniając np. wartość indukcji lub położenie detektora. W spektrometrii promieniowania beta stosuje się różne rodzaje detektorów cząstek elementarnych, np. półprzewodnikowe, gazowe lub scyntylacyjne (służące również do badań widma w zakresie alfa i gamma).

## Historyczne tło wynalezienia spektrometru beta

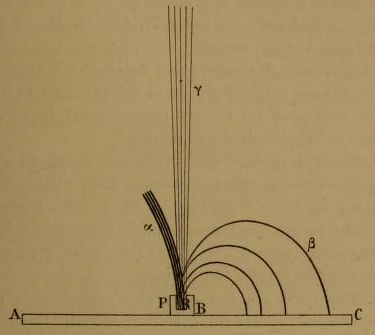
Maria Skłodowska-Curie, Recherches sur les substances radioactives (1903), Fig. 4

Opracowanie pierwszej wersji spektrometru magnetycznego przez Jana K. Danysza poprzedzały fundamentalne odkrycia dokonane na początku XX w., m.in.:
- Hendrik Lorentz i Pieterem Zeemanem rozwiązali problem rozszczepienia linii widmowych w polu magnetycznym (efekt Zeemana), za co otrzymali nagrodę Nobla z fizyki w roku 1902,
- Henri Becquerel, Maria Skłodowska-Curie i Pierre Curie odkryli zjawisko promieniotwórczości (Nagroda Nobla 1903 r.),
- Ernest Rutherford wykonał słynny eksperyment, potwierdzający istnienie jądra atomu, odkrył istnienie promieniowania alfa, beta i gamma, wykonał pomiary prędkości cząstek alfa (Nagroda Nobla w 1908 r.),
- Maria Skłodowska-Curie odkryła rad i kolejne izotopy promieniotwórcze (Nagroda Nobla w 1911 r. za wydzielenie czystego radu i uzyskanie radu w postaci krystalicznej).

Teoretyczną podstawą spektrometrii stało się pojęcie siły Lorentza – siły działającej na cząstkę obdarzoną ładunkiem elektrycznym, poruszającą się w polu elektromagnetycznym. Wzór Lorentza określa wartość siły F, działającej na ładunek q w polu elektromagnetycznym – elektrycznym o natężeniu E i polu magnetycznym o indukcji magnetycznej B:
{\displaystyle \mathbf {F} =q(\mathbf {E} +\mathbf {v} \times \mathbf {B} )}
Wymienione i inne odkrycia były możliwe dzięki opracowaniu odpowiednich technik pomiarowych, m.in. metody radiograficznej (Henri Becquerel) lub techniki pomiarów elektrometrycznych, opartych na zjawisku piezoelektryczności kwarcu (bracia Pierre i Jacques Curie). Metoda radiograficzna została z sukcesem zastosowana przez Ernesta Rutherforda i André-Louisa Debierne’a w czasie badań właściwości promieniowania emitowanego przez pierwiastki radioaktywne.

## Pierwszy magnetyczny spektrometr beta

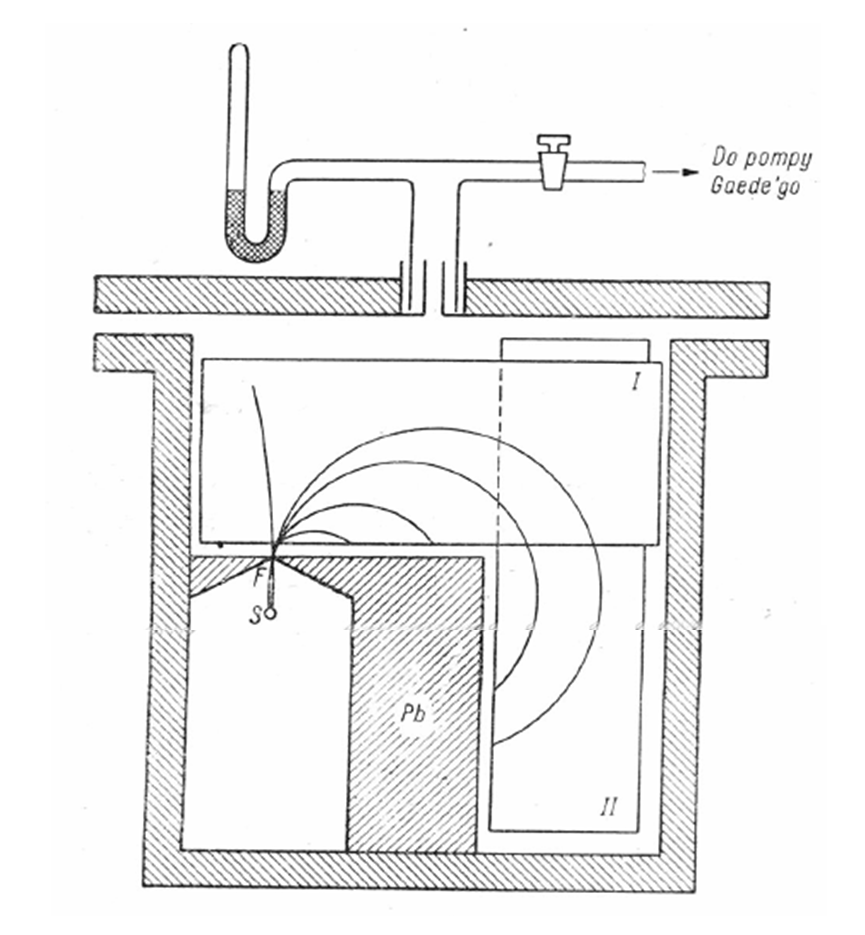
Schemat spektrometru Danysza

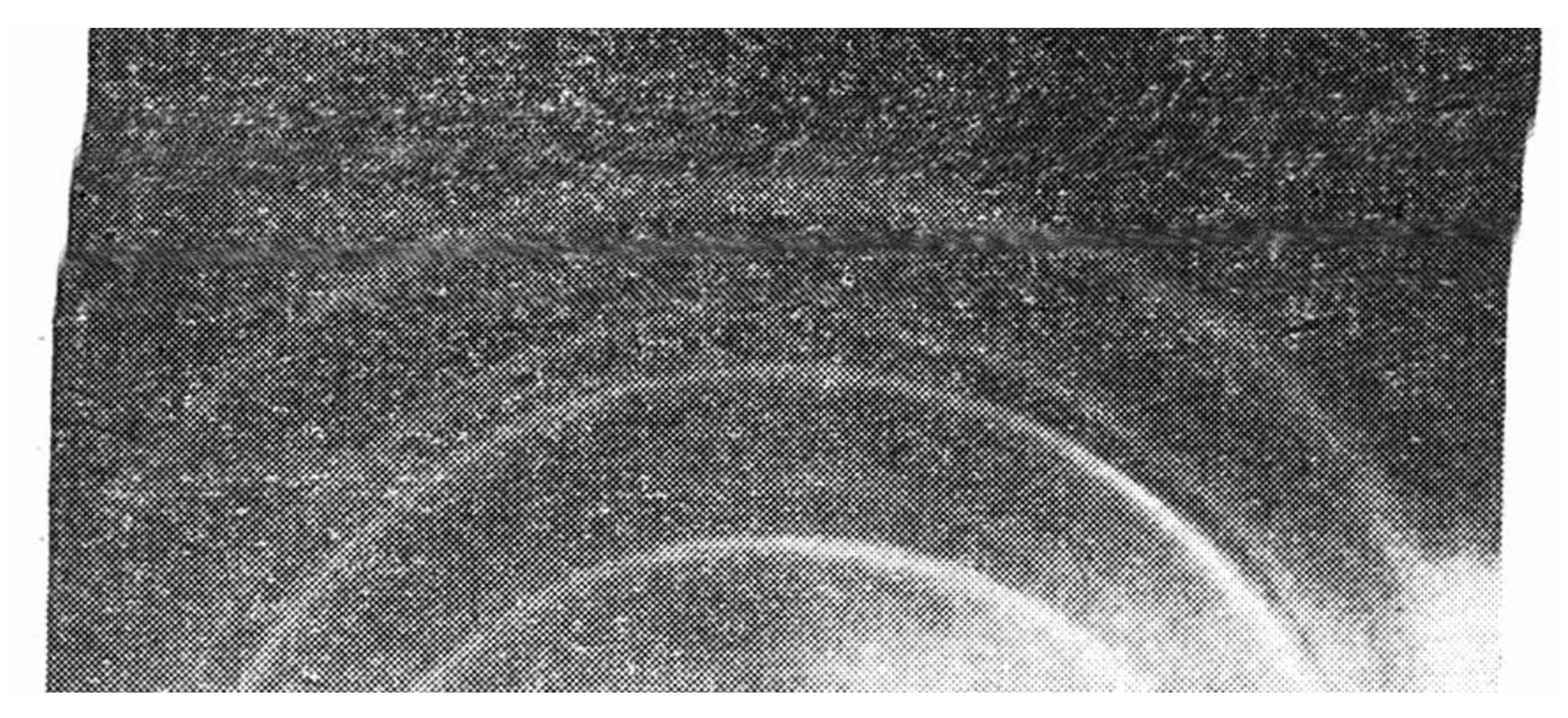
Widmo cząstek β emitowanych przez Ra
(J.K. Danysz, 1911 r.)

Jan Kazimierz Danysz włączył się do badań rozkładu promieniotwórczego jako uczeń Piotra i Marii Curie, a od 1910 r. – asystent Marii Skłodowskiej-Curie w Institut du Radium w Paryż. Początkowo prowadził badania promieniowania beta radu.
Energia elektronów emitowanych przez naturalne pierwiastki promieniotwórcze była wówczas przedmiotem intensywnych badań i polemik naukowych. Otto Hahn i inni uczeni niemieccy uważali, że cząstki te są monoenergetyczne, a materia absorbuje promieniowanie beta zgodnie z prawem wykładniczym. Z tą hipotezą nie zgadzali się naukowcy angielscy. Na ostateczne rozstrzygnięcie problemu pozwoliły doświadczenia Danysza, dotyczące początkowo głównie promieniowania radu, a później – innych izotopów nietrwałych.
Stosował emanację radową (do 0,15 Ci) oczyszczoną od domieszek metodą opracowaną przez Williama Ramsaya, Ernesta Rutherforda i André-Louisa Debierne’a. Próbki wprowadzał do zbiorniczka o zewnętrznej średnicy 0,3 mm (grubość ścianek < 0,01 mm) i długości 8 mm. Ten zbiorniczek umieszczał w metalowym pudełku (14×12×12 cm), w którym wytwarzał próżnię 0,001 mm Hg. Po umieszczeniu pudełka między biegunami elektromagnesu badał drogę emitowanych elektronów, używając klisz fotograficznych. Stosował udoskonaloną przez siebie metodę radiograficzną. Płyty były umieszczane prostopadle do stałego pola magnetycznego; promienie beta kreśliły na nich regularne kręgi. W przypadku badanej emanacji radowej uzyskał 27 okręgów o różnych średnicach, które pozwoliły wyznaczyć prędkości elektronów na podstawie wzoru Lorentza.

## Współczesna spektrometria beta
Efektem gwałtownego rozwoju fizyki jądrowej w XX w. jest długa lista znanych Izotopów promieniotwórczych, na której znajdują się np. ulegające rozpadowi beta minus izotopy cezu, kobaltu, sodu:
{\displaystyle {}_{55}^{137}{\hbox{Cs}}\;\to \;_{56}^{137}{\hbox{Ba}}+e^{-}+{\overline {\nu }}_{e}}
{\displaystyle {}_{27}^{60}{\hbox{Co}}\;\to \;_{28}^{60}{\hbox{Ni}}+e^{-}+{\overline {\nu }}_{e}}
{\displaystyle {}_{11}^{24}{\hbox{Na}}\;\to \;_{12}^{24}{\hbox{Mg}}+e^{-}+{\overline {\nu }}_{e}}
Badania procesów rozpadu beta umożliwiają nowe typy spektrometrów magnetycznych. Stosowane są w nich – zamiast klisz fotograficznych – różne rodzaje detektorów promieniowania, np. półprzewodnikowe, gazowe lub scyntylacyjne (np. spektrometry ciekłoscyntylacyjne LSC).
W tych spektrometrach nie jest stosowane jednorodne pole magnetyczne, jak w klasycznym spektrometrze Danysza i w poglądowych urządzeniach laboratoryjnych, w których wektor indukcji magnetycznej jest równoległy do linii łączącej źródło z detektorem (tor elektronu jest linią śrubową o skoku zależnym od właściwości cząstki β i indukcji B). Są stosowane spektrometry z pojedynczym lub wielokrotnym ogniskowaniem pola (soczewki magnetyczne).
W wielkich urządzeniach badawczych, takich jak stosowane w eksperymencie NA35 w CERN spektrometry z umieszczanymi w polu magnetycznym detektorami śladowymi, istnieje możliwość obserwowania różnych kształtów torów cząstek o różnych prędkościach i masach (różnych wartościach pędu). Poza torami kolistymi elektronów rejestrowano tory spiralne, występujące wskutek strat energii. Wykonując takie obserwacje i znając masę elektronów można precyzyjnie określić ich prędkości i energie.
Małe laboratoryjne spektrometry beta są stosowane do pomiarów aktywności beta próbek środowiskowych z użyciem kalibrowanych wzorców, np. pomiarów aktywności aerozoli zawartych w opadach atmosferycznych. Urządzenia umożliwiają m.in. zmiany parametrów pracy sondy (np. napięcia, wzmocnienia, progów dyskryminacji), pomiary w zadanym czasie lub z zadaną liczbą powtórzeń wzorców, korygowanie zmniejszania aktywności wzorców w czasie, rejestrację wyników pomiaru i generowanie raportów.